# Claire de Lorez
Claire de Lorez (12 de agosto de 1895 - 21 de septiembre de 1985), fue una actriz de cine mudo estadounidense.

## Filmografía parcial
- The Scuttlers (1920)
- The Four Horsemen of the Apocalypse (1921)
- The Queen of Sheba (1921)
- Bright Lights of Broadway (1923)
- Three Weeks (1924)
- Beau Brummel (1924)
- The Siren of Seville (1924)
- Her Night of Romance (1924)
- So This Is Marriage (1924)
- The Re-Creation of Brian Kent (1925)
- The Coast Patrol (1925)
- Under the Rouge (1925)
- Northern Code (1925)
- Cobra (1925)
- The Crew (1928)
- Morgane, the Enchantress (1928)